# Žut
Žut (wł. Zut) – chorwacka wyspa na Adriatyku należąca do archipelagu Kornati, według statystyk największa z bezludnych wysp Chorwacji. Jest położona między wyspami Pašman i Kornat. Długość linii brzegowej wynosi 44,06 km. Od wyspy Kornat oddzielona jest kanałem Žutskim, a od Pašman – kanałem Srednji. Najwyższe wzniesienie na wyspie to Gubavac, 155 m n.p.m.